# ファン・ディアス (ボクサー)
ファン・ディアス（Juan Díaz、1983年9月17日 - ）は、アメリカ合衆国のプロボクサー。テキサス州ヒューストン出身。元WBAスーパー・IBF・WBO世界ライト級統一王者。
ベビーフェイスながら時折、大声を発しながら激しい連打を見せることから「Baby Bull（ベビー・ブル）」の異名を持つ。

## 来歴
2000年6月23日、16歳でプロデビュー。デビューから3戦ほどはメキシコで試合をしていたが直ぐに生まれ故郷のアメリカ合衆国に主戦場を移す。
若手ながらデビュー以来無敗で2003年11月22日、ジョエル・ペレスを6回TKOで倒しWBC世界ライト級ユース王座を獲得した。
2004年7月17日、WBA世界ライト級王者ラクバ・シンと対戦。この試合はファン・ディアスの若さ、経験不足を指摘しラクバ・シン有利の予想が多かったが、結果はディアスが3-0の12回判定で勝利し、王座獲得に成功した。
2006年4月8日、ミゲール・コットの兄ホセ・ミゲール・コットと対応、これもディアスが勝利しWBA王座の3度目の防衛に成功した。
2007年4月28日、WBO世界ライト級王者のアセリノ・フレイタスと王座統一戦を行い、フレイタスの8回終了時棄権によるTKO勝ちを収め、王座統一に成功した。そのため、WBAよりスーパー王座の認定を受けた。
2007年10月13日にIBF世界ライト級王者のフリオ・ディアスと王座統一戦を行い、9回TKOで勝利して全勝のまま3団体の王座統一に成功した。
2008年3月8日、メキシコキンタナ・ロー州カンクンのプラザ・デ・トロスでネート・キャンベルと対戦し、プロ初黒星となる1-2の判定負けを喫すると共にWBA王座は8度目、WBO王座は2度目、IBF王座は初防衛に失敗し王座から陥落した。
2008年9月6日、ヒューストンのトヨタセンターでマイケル・カティディスとIBO世界ライト級王座決定戦を行い2-1（115-113、116-112、113-115）の判定勝ちを収め、王座を獲得した。 
2009年2月28日、ヒューストンのトヨタセンターでファン・マヌエル・マルケスとWBAスーパー・WBO世界ライト級王座決定戦を行い、9回TKO負けを喫しWBAスーパー王座及びWBO王座への返り咲きに失敗した。
2009年8月22日、ヒューストンのトヨタセンターでポール・マリナッジとNABO北米スーパーライト級王座決定戦を行い、12回3-0（118-110、115-113、116-112）の判定勝ちを収め王座獲得に成功すると共に再起した。
2009年12月12日、シカゴのUICパビリオンでポール・マリナッジと再戦し、0-3（111-116、111-116111-116）の判定負けを喫し王座から陥落した。
2010年7月31日、ラスベガスのマンダレイ・ベイ・イベント・センターでファン・マヌエル・マルケスと再戦し、12回0-3（111-117、112-116、110-118）の判定負けを喫しWBAスーパー王座とWBO王座の再獲得に失敗、試合後に引退を表明した。
2013年4月13日、引退を撤回し約3年ぶりの試合を6回TKO勝利で飾った。
2015年5月1日、テレンス・クロフォードの王座返上に伴い、粟生隆寛とWBO世界ライト級王座決定戦行う予定だったが、スパーリング中に相手のボディーへ左フックを放った際に左肩の回旋筋腱板を断裂したため欠場となった。手術を受け、全治6ヶ月の診断を受けた。
2016年3月19日、1年半ぶりの試合をテキサス州で行い、9回TKO勝利を収めた。

## 獲得タイトル
- WBC世界ライト級ユース王座
- WBA世界ライト級王座
- WBO世界ライト級王座
- WBA世界ライト級スーパー王座
- IBF世界ライト級王座
- IBO世界ライト級王座
- NABO北米スーパーライト級王座